# Gratreuil
Gratreuil és un municipi francès, situat al departament del Marne i a la regió del Gran Est. L'any 2007 tenia 27 habitants.

## Demografia

### Població
El 2007 la població de fet de Gratreuil era de 27 persones. Hi havia 8 famílies, de les quals 4 eren parelles amb fills i 4 famílies monoparentals amb fills.
La població ha evolucionat segons el següent gràfic:
Habitants censats

### Habitatges
El 2007 hi havia 13 habitatges, 11 eren l'habitatge principal de la família i 3 estaven desocupats. 13 eren cases i 1 era un apartament. Tots els 11 habitatges principals que hi havia estaven ocupats pels seus propietaris; 1 tenia tres cambres i 10 en tenien cinc o més. 11 habitatges disposaven pel capbaix d'una plaça de pàrquing. A 2 habitatges hi havia un automòbil i a 8 n'hi havia dos o més.

### Piràmide de població
La piràmide de població per edats i sexe el 2009 era:
| Homes | Edats   | Dones |
| ----- | ------- | ----- |
| 0     | 95 o +  | 0     |
| 0     | 90 a 94 | 0     |
| 0     | 85 a 89 | 0     |
| 0     | 80 a 84 | 0     |
| 0     | 75 a 79 | 0     |
| 8     | 70 a 74 | 0     |
| 0     | 65 a 69 | 8     |
| 0     | 60 a 64 | 0     |
| 4     | 55 a 59 | 4     |
| 0     | 50 a 54 | 0     |
| 0     | 45 a 49 | 0     |
| 0     | 40 a 44 | 0     |
| 0     | 35 a 39 | 0     |
| 0     | 30 a 34 | 0     |
| 4     | 25 a 29 | 0     |
| 0     | 20 a 24 | 0     |
| 0     | 15 a 19 | 0     |
| 0     | 10 a 14 | 0     |
| 0     | 5 a 9   | 0     |
| 0     | 0 a 4   | 0     |

## Economia
El 2007 la població en edat de treballar era de 15 persones, 11 eren actives i 4 eren inactives. De les 11 persones actives 10 estaven ocupades (6 homes i 4 dones) i 1 aturada (1 dona i 1 dona). Totes les 4 persones inactives estaven jubilades.
Activitats econòmiques
L'any 2000 a Gratreuil hi havia 6 explotacions agrícoles que ocupaven un total de 630 hectàrees.

## Poblacions més properes
El següent diagrama mostra les poblacions més properes.